# California (Missouri)
Pour les articles homonymes, voir California.
La ville de California est le siège du comté de Moniteau, dans l’État du Missouri, aux États-Unis. Sa population s’élevait à 4 278 habitants lors du recensement de 2010, estimée à 4 421 habitants en 2016.